# Llista d'asteroides/198001-198100
| Nom      | Designació provisional | Data de descobriment   | Lloc de descobriment | Descobridor/s  |
| -------- | ---------------------- | ---------------------- | -------------------- | -------------- |
| 198001 - | 2004 RJ179             | 10 de setembre de 2004 | Socorro              | LINEAR         |
| 198002 - | 2004 RO179             | 10 de setembre de 2004 | Socorro              | LINEAR         |
| 198003 - | 2004 RS181             | 10 de setembre de 2004 | Socorro              | LINEAR         |
| 198004 - | 2004 RB182             | 10 de setembre de 2004 | Socorro              | LINEAR         |
| 198005 - | 2004 RS186             | 10 de setembre de 2004 | Socorro              | LINEAR         |
| 198006 - | 2004 RE187             | 10 de setembre de 2004 | Socorro              | LINEAR         |
| 198007 - | 2004 RO191             | 10 de setembre de 2004 | Socorro              | LINEAR         |
| 198008 - | 2004 RP191             | 10 de setembre de 2004 | Socorro              | LINEAR         |
| 198009 - | 2004 RC198             | 10 de setembre de 2004 | Socorro              | LINEAR         |
| 198010 - | 2004 RU199             | 10 de setembre de 2004 | Socorro              | LINEAR         |
| 198011 - | 2004 RK200             | 10 de setembre de 2004 | Socorro              | LINEAR         |
| 198012 - | 2004 RF201             | 10 de setembre de 2004 | Socorro              | LINEAR         |
| 198013 - | 2004 RJ201             | 10 de setembre de 2004 | Socorro              | LINEAR         |
| 198014 - | 2004 RS202             | 11 de setembre de 2004 | Kitt Peak            | Spacewatch     |
| 198015 - | 2004 RP204             | 12 de setembre de 2004 | Kitt Peak            | Spacewatch     |
| 198016 - | 2004 RL205             | 8 de setembre de 2004  | Socorro              | LINEAR         |
| 198017 - | 2004 RW209             | 11 de setembre de 2004 | Socorro              | LINEAR         |
| 198018 - | 2004 RC218             | 11 de setembre de 2004 | Socorro              | LINEAR         |
| 198019 - | 2004 RH220             | 11 de setembre de 2004 | Socorro              | LINEAR         |
| 198020 - | 2004 RJ221             | 11 de setembre de 2004 | Socorro              | LINEAR         |
| 198021 - | 2004 RW221             | 12 de setembre de 2004 | Kitt Peak            | Spacewatch     |
| 198022 - | 2004 RZ224             | 9 de setembre de 2004  | Socorro              | LINEAR         |
| 198023 - | 2004 RC225             | 9 de setembre de 2004  | Socorro              | LINEAR         |
| 198024 - | 2004 RB226             | 9 de setembre de 2004  | Socorro              | LINEAR         |
| 198025 - | 2004 RX229             | 9 de setembre de 2004  | Kitt Peak            | Spacewatch     |
| 198026 - | 2004 RB230             | 9 de setembre de 2004  | Kitt Peak            | Spacewatch     |
| 198027 - | 2004 RB231             | 9 de setembre de 2004  | Kitt Peak            | Spacewatch     |
| 198028 - | 2004 RX231             | 9 de setembre de 2004  | Kitt Peak            | Spacewatch     |
| 198029 - | 2004 RD233             | 9 de setembre de 2004  | Kitt Peak            | Spacewatch     |
| 198030 - | 2004 RO238             | 10 de setembre de 2004 | Kitt Peak            | Spacewatch     |
| 198031 - | 2004 RA240             | 10 de setembre de 2004 | Kitt Peak            | Spacewatch     |
| 198032 - | 2004 RS241             | 10 de setembre de 2004 | Kitt Peak            | Spacewatch     |
| 198033 - | 2004 RR244             | 10 de setembre de 2004 | Kitt Peak            | Spacewatch     |
| 198034 - | 2004 RW244             | 10 de setembre de 2004 | Kitt Peak            | Spacewatch     |
| 198035 - | 2004 RK253             | 15 de setembre de 2004 | Siding Spring        | SSS            |
| 198036 - | 2004 RU254             | 6 de setembre de 2004  | Palomar              | NEAT           |
| 198037 - | 2004 RY254             | 6 de setembre de 2004  | Palomar              | NEAT           |
| 198038 - | 2004 RP256             | 9 de setembre de 2004  | Socorro              | LINEAR         |
| 198039 - | 2004 RW257             | 10 de setembre de 2004 | Needville            | Needville      |
| 198040 - | 2004 RT266             | 11 de setembre de 2004 | Kitt Peak            | Spacewatch     |
| 198041 - | 2004 RN272             | 11 de setembre de 2004 | Kitt Peak            | Spacewatch     |
| 198042 - | 2004 RF275             | 12 de setembre de 2004 | Kitt Peak            | Spacewatch     |
| 198043 - | 2004 RF276             | 13 de setembre de 2004 | Kitt Peak            | Spacewatch     |
| 198044 - | 2004 RR276             | 13 de setembre de 2004 | Kitt Peak            | Spacewatch     |
| 198045 - | 2004 RJ281             | 15 de setembre de 2004 | Kitt Peak            | Spacewatch     |
| 198046 - | 2004 RB285             | 15 de setembre de 2004 | Kitt Peak            | Spacewatch     |
| 198047 - | 2004 RL288             | 15 de setembre de 2004 | 7300 Observatory     | W. K. Y. Yeung |
| 198048 - | 2004 RR290             | 8 de setembre de 2004  | Palomar              | NEAT           |
| 198049 - | 2004 RV290             | 9 de setembre de 2004  | Socorro              | LINEAR         |
| 198050 - | 2004 RR294             | 11 de setembre de 2004 | Kitt Peak            | Spacewatch     |
| 198051 - | 2004 RS298             | 11 de setembre de 2004 | Kitt Peak            | Spacewatch     |
| 198052 - | 2004 RU298             | 11 de setembre de 2004 | Kitt Peak            | Spacewatch     |
| 198053 - | 2004 RY301             | 11 de setembre de 2004 | Kitt Peak            | Spacewatch     |
| 198054 - | 2004 RL305             | 12 de setembre de 2004 | Socorro              | LINEAR         |
| 198055 - | 2004 RF307             | 12 de setembre de 2004 | Socorro              | LINEAR         |
| 198056 - | 2004 RT309             | 13 de setembre de 2004 | Kitt Peak            | Spacewatch     |
| 198057 - | 2004 RB310             | 13 de setembre de 2004 | Socorro              | LINEAR         |
| 198058 - | 2004 RD311             | 13 de setembre de 2004 | Palomar              | NEAT           |
| 198059 - | 2004 RM316             | 11 de setembre de 2004 | Socorro              | LINEAR         |
| 198060 - | 2004 RH320             | 13 de setembre de 2004 | Socorro              | LINEAR         |
| 198061 - | 2004 RC322             | 13 de setembre de 2004 | Socorro              | LINEAR         |
| 198062 - | 2004 RH322             | 13 de setembre de 2004 | Socorro              | LINEAR         |
| 198063 - | 2004 RL323             | 13 de setembre de 2004 | Socorro              | LINEAR         |
| 198064 - | 2004 RG325             | 13 de setembre de 2004 | Socorro              | LINEAR         |
| 198065 - | 2004 RO325             | 13 de setembre de 2004 | Socorro              | LINEAR         |
| 198066 - | 2004 RB326             | 13 de setembre de 2004 | Socorro              | LINEAR         |
| 198067 - | 2004 RS327             | 14 de setembre de 2004 | Socorro              | LINEAR         |
| 198068 - | 2004 RU328             | 15 de setembre de 2004 | Anderson Mesa        | LONEOS         |
| 198069 - | 2004 RW330             | 15 de setembre de 2004 | Kitt Peak            | Spacewatch     |
| 198070 - | 2004 RQ333             | 15 de setembre de 2004 | Anderson Mesa        | LONEOS         |
| 198071 - | 2004 RT341             | 10 de setembre de 2004 | Kitt Peak            | Spacewatch     |
| 198072 - | 2004 RH342             | 10 de setembre de 2004 | Socorro              | LINEAR         |
| 198073 - | 2004 RM345             | 10 de setembre de 2004 | Kitt Peak            | Spacewatch     |
| 198074 - | 2004 SH2               | 16 de setembre de 2004 | Goodricke-Pigott     | R. A. Tucker   |
| 198075 - | 2004 SK3               | 17 de setembre de 2004 | Anderson Mesa        | LONEOS         |
| 198076 - | 2004 SF4               | 17 de setembre de 2004 | Kitt Peak            | Spacewatch     |
| 198077 - | 2004 SS4               | 17 de setembre de 2004 | Socorro              | LINEAR         |
| 198078 - | 2004 SN14              | 17 de setembre de 2004 | Anderson Mesa        | LONEOS         |
| 198079 - | 2004 SP14              | 17 de setembre de 2004 | Anderson Mesa        | LONEOS         |
| 198080 - | 2004 SM15              | 17 de setembre de 2004 | Anderson Mesa        | LONEOS         |
| 198081 - | 2004 SY15              | 17 de setembre de 2004 | Anderson Mesa        | LONEOS         |
| 198082 - | 2004 SB18              | 17 de setembre de 2004 | Anderson Mesa        | LONEOS         |
| 198083 - | 2004 SA19              | 18 de setembre de 2004 | Socorro              | LINEAR         |
| 198084 - | 2004 SG21              | 21 de setembre de 2004 | Socorro              | LINEAR         |
| 198085 - | 2004 SD22              | 17 de setembre de 2004 | Anderson Mesa        | LONEOS         |
| 198086 - | 2004 SL23              | 17 de setembre de 2004 | Kitt Peak            | Spacewatch     |
| 198087 - | 2004 ST24              | 21 de setembre de 2004 | Socorro              | LINEAR         |
| 198088 - | 2004 SH25              | 21 de setembre de 2004 | Kitt Peak            | Spacewatch     |
| 198089 - | 2004 ST25              | 22 de setembre de 2004 | Desert Eagle         | W. K. Y. Yeung |
| 198090 - | 2004 SC27              | 16 de setembre de 2004 | Kitt Peak            | Spacewatch     |
| 198091 - | 2004 SS27              | 16 de setembre de 2004 | Kitt Peak            | Spacewatch     |
| 198092 - | 2004 SU27              | 16 de setembre de 2004 | Kitt Peak            | Spacewatch     |
| 198093 - | 2004 SW30              | 17 de setembre de 2004 | Socorro              | LINEAR         |
| 198094 - | 2004 SK32              | 17 de setembre de 2004 | Socorro              | LINEAR         |
| 198095 - | 2004 SY32              | 17 de setembre de 2004 | Socorro              | LINEAR         |
| 198096 - | 2004 SR37              | 17 de setembre de 2004 | Socorro              | LINEAR         |
| 198097 - | 2004 SL38              | 17 de setembre de 2004 | Socorro              | LINEAR         |
| 198098 - | 2004 SL40              | 17 de setembre de 2004 | Socorro              | LINEAR         |
| 198099 - | 2004 SO40              | 17 de setembre de 2004 | Socorro              | LINEAR         |
| 198100 - | 2004 SQ41              | 18 de setembre de 2004 | Socorro              | LINEAR         |